# Richmond Heights (Ohio)
Richmond Heights es una ciudad ubicada en el condado de Cuyahoga en el estado estadounidense de Ohio. En el Censo de 2010 tenía una población de 10546 habitantes y una densidad poblacional de 916,25 personas por km².

## Geografía
Richmond Heights se encuentra ubicada en las coordenadas 41°33′38″N 81°30′28″O / 41.56056, -81.50778. Según la Oficina del Censo de los Estados Unidos, Richmond Heights tiene una superficie total de 11.51 km², de la cual 11.49 km² corresponden a tierra firme y (0.18%) 0.02 km² es agua.

## Demografía
Según el censo de 2010, había 10546 personas residiendo en Richmond Heights. La densidad de población era de 916,25 hab./km². De los 10546 habitantes, Richmond Heights estaba compuesto por el 48.47% blancos, el 44.86% eran afroamericanos, el 0.07% eran amerindios, el 4.33% eran asiáticos, el 0.02% eran isleños del Pacífico, el 0.46% eran de otras razas y el 1.78% pertenecían a dos o más razas. Del total de la población el 1.79% eran hispanos o latinos de cualquier raza.